# 새낭로
새낭로(Saenang-ro)는 경기도 포천시 일동면 사직삼거리에서 시작하여, 포천시 영북면까지 이어주는 도로이다.

## 주요 경유지
경기도
- 포천시 (일동면 . 이동면 . 영북면)

## 노선 경로
| 이름        | 접속 노선                            | 소재지 | 소재지 | 비고 |
| ----------- | ------------------------------------ | ------ | ------ | ---- |
| 사직삼거리  | 화동로                               | 포천시 | 일동면 |      |
| 낭유대교    |                                      | 포천시 | 일동면 |      |
|             | 이동면                               | 포천시 |        |      |
| 낭유 교차로 | 지방도 제372호선 (성장로)            | 포천시 |        |      |
| 낭유고개    |                                      | 포천시 |        |      |
|             | 양북면                               | 포천시 |        |      |
| (이름없음)  | 국가지원지방도 제78호선 (신정호수로) | 포천시 |        |      |